# Hellenisk Front
Hellenisk Front (gr. Ελληνικό Μέτωπο) var ett högerextremt, nationalistiskt politiskt parti i Grekland. Valet 2002 fick partiet 1,2% av rösterna. Efter att ha inte ha nått framgång i valet 2004 gick de samman med Folklig ortodox samling.
Makis Voridis var partiledare.